# Parco nazionale dei Virunga

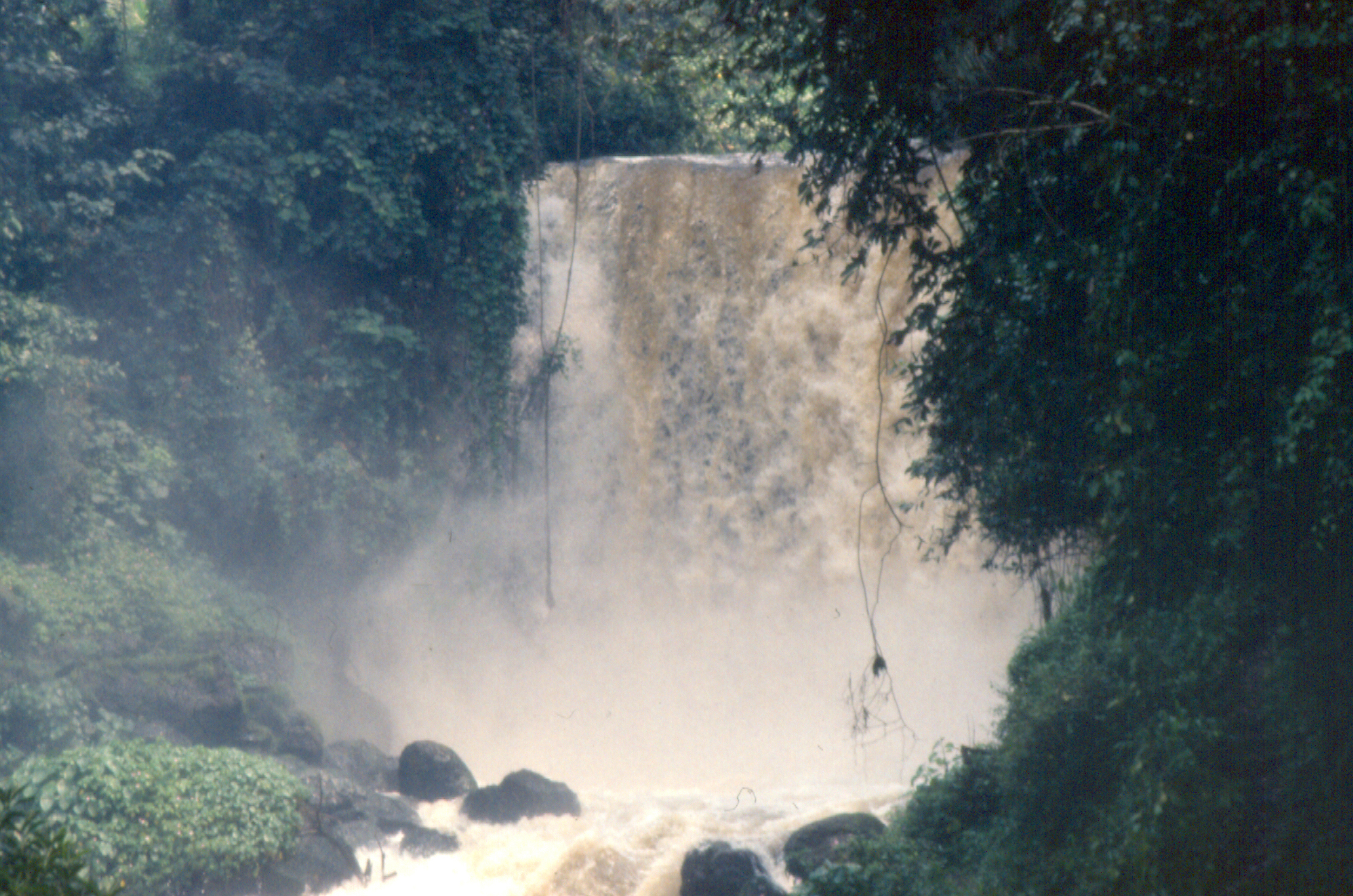
Cascata nel parco nazionale del Virunga

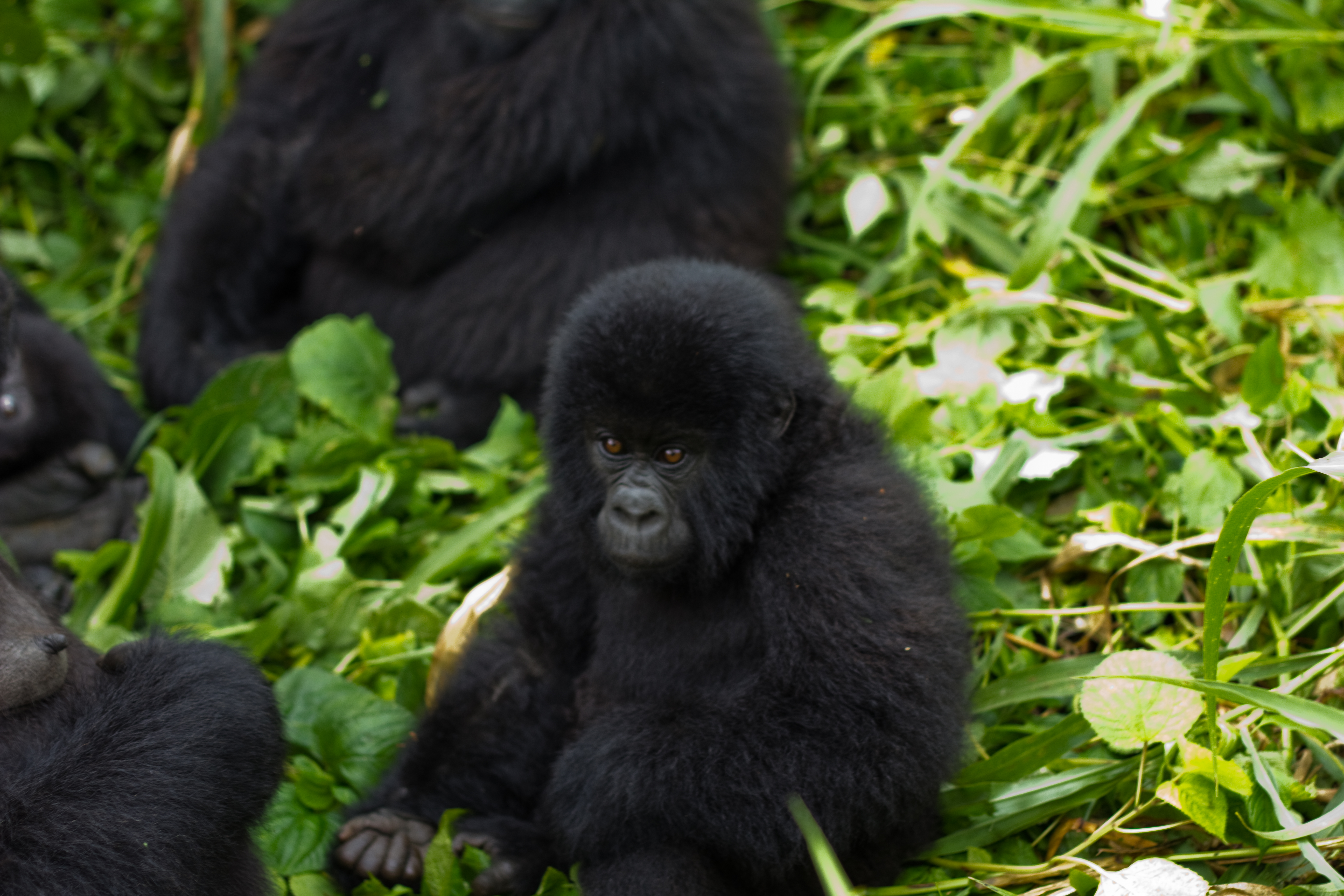
Gorilla nel parco nazionale del Virunga

Il parco nazionale dei Virunga (in francese: parc national des Virunga), noto in precedenza con il nome di parco nazionale di Albert (Parc Albert), è un'area naturale protetta della Repubblica Democratica del Congo, fondata nel 1925 come primo parco nazionale africano. 
È famoso in quanto ospita i gorilla di montagna, nonostante il bracconaggio e la guerra civile del Congo ne abbiano messo in pericolo l'esistenza. Il parco è gestito dall'Institut Congolais pour la Conservation de la Nature (ICCN). Dal 1979 è considerato patrimonio dell'umanità dall'UNESCO.

## Territorio
Copre un'area di 7.800 km² sui monti Virunga, nella parte orientale della Repubblica Democratica del Congo. Confina con il parco nazionale dei Vulcani del Ruanda e con il parco nazionale dei Monti Rwenzori in Uganda. Raggiunge le coste occidentali del lago Edoardo. I monti Ruwenzori si trovano sul confine ugandese e comprendono anche un ghiacciaio, mentre i monti Nyiragongo e Nyamuragira sono vulcani attivi con costanti colate laviche. La vicina area del monte Hoyo viene gestita insieme al parco ed ospita una tribù di pigmei Bambuti, grotte e cascate.

## Flora
La vegetazione varia secondo la zona. All'est, le colline sono coperte di pascoli di terra vulcanica, mentre al nordest si estende una foresta equatoriale densa. La foresta è ricca di legni preziosi e di legni da lavorazione: tek, ebano, cedro d'Africa, acajou, okoumé e iroko. 
La vegetazione è anche molto colorata grazie ai lauri, rose, ibiscus, orchidee e alpinia che ornano parchi e giardini. In mezzo a tutta questa flora, c'è un albero del quale bisogna diffidare: il manzaniglio. Il succo prodotto da quest'albero può provocare forti bruciori di stomaco e i suoi frutti non sono commestibili. 

## Fauna
Nonostante la rarità dei gorilla di montagna (Gorilla beringei beringei) le misure di conservazione hanno permesso la messa in sicurezza degli esemplari rimasti. Il loro numero è aumentato durante la crisi di governo (1994-2004). Si suppone che nel parco si trovino tuttora elefanti della foresta e della savana oltre agli scimpanzé, agli okapi, alle giraffe, ai bufali africani ed a numerose specie endemiche di uccelli. Tutti questi animali sono preda del leopardo, che è il predatore più grande del parco e più in generale, il superpredatore della giungla africana. Il Lago Edoardo è noto per la presenza degli ippopotami (diminuita di oltre il 95% dal 2006.)
In seguito alla guerra civile il parco ha subito invasioni di terra ed un selvaggio bracconaggio che hanno provato duramente le resistenze dei ranger. Dal 1994 ad oggi circa 120 ranger sono stati uccisi mentre tentavano di difendere il parco da questi atti illegali.

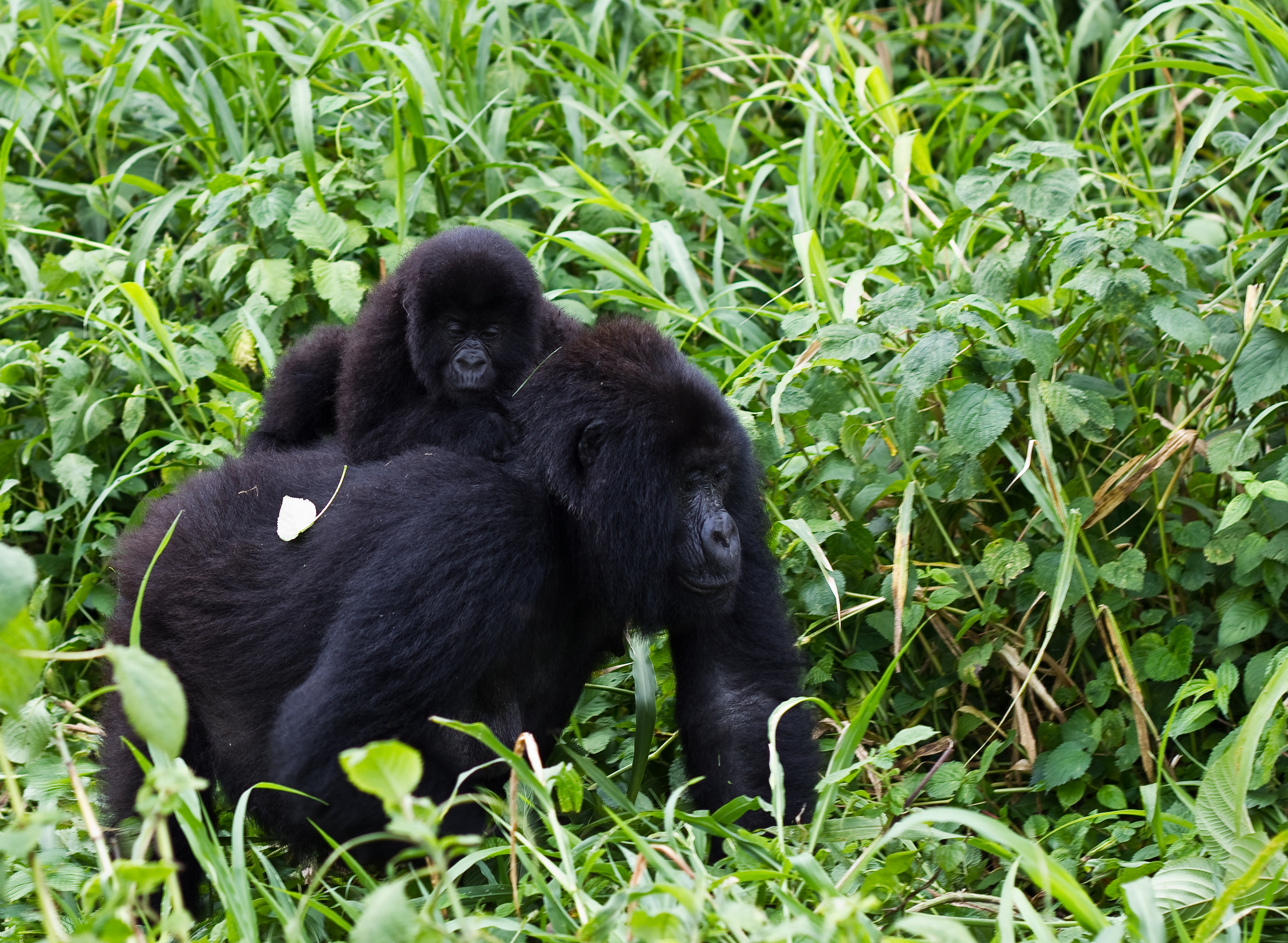
Gorilla di montagna
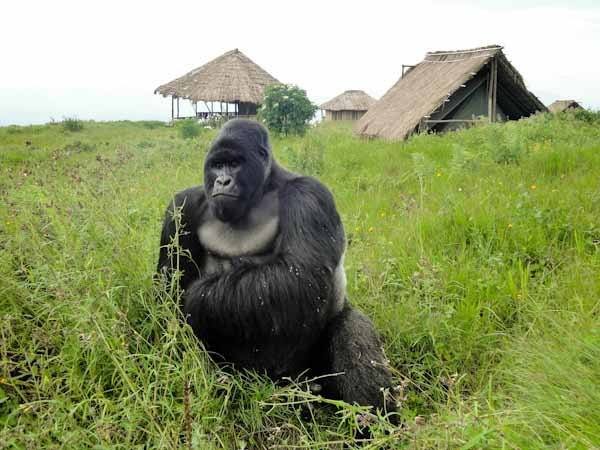
Silverback della famiglia Rugendo alla postazione di controllo di Bukima
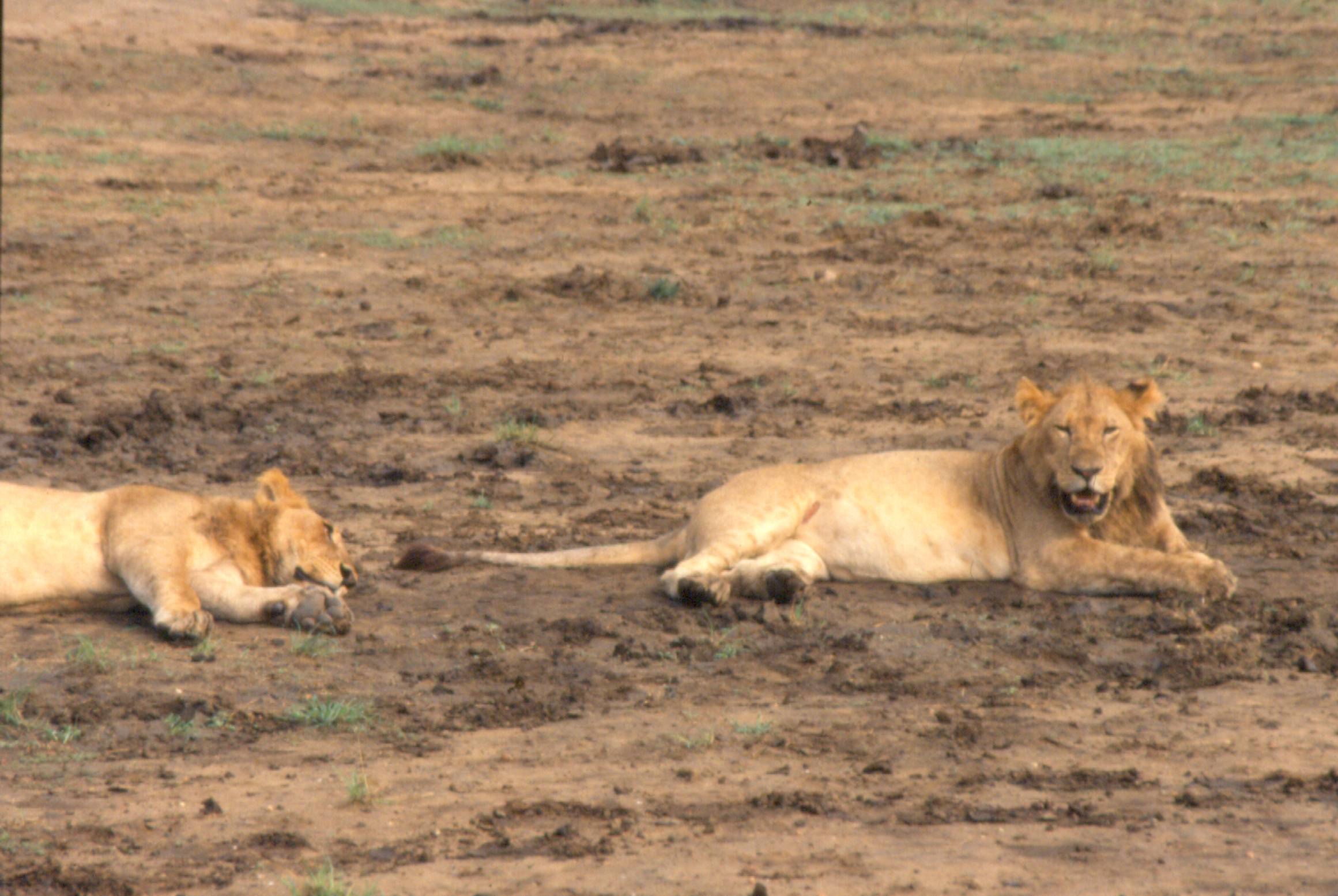
Due maschi di leone del Congo che riposano in una zona aperta all'interno del parco nazionale vicino a Rwindi
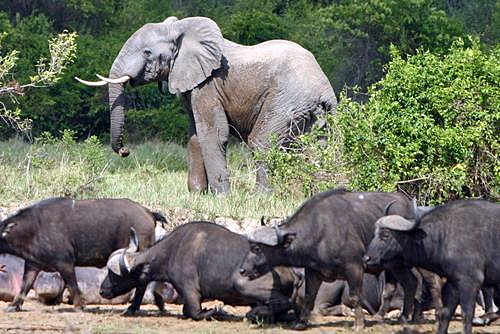
Esemplari di elefante africano e bufalo africano